# Saint-Just-Sauvage
Pour les articles homonymes, voir Saint-Just (homonymie).
Saint-Just-Sauvage est une commune française, située dans le département de la Marne en région Grand Est.

## Géographie
| Saron-sur-Aube     | Baudement          | Bagneux                      |
| Marcilly-sur-Seine | Saint-Just-Sauvage | Clesles                      |
|                    | Romilly-sur-Seine  | Maizières-la-Grande-Paroisse |

### Hydrographie
La commune est dans la région hydrographique « la Seine de sa source au confluent de l'Oise (exclu) » au sein du bassin Seine-Normandie. Elle est drainée par la Seine, l'ancien canal de la Haute Seine, le canal des Moulins de Sauvage, le ruisseau du Livon, divers bras des Moulins de Sauvage, la noue de Barbuise, la noue des Barces, la Noue Quinjeanne, la Seine, le bras 01 des Menus Prés, le canal 01 des Penouilles, le canal du Docteur, le cours d'eau 01 des Menus Prés, le Fossé 01 de la Presle, le Fossé 01 du Vauthier et divers autres petits cours d'eau,.
La Seine, un fleuve long de 775 km, coule dans le Bassin parisien et notamment dans le département de l’Aube en le traversant du sud-est au nord-ouest. Elle irrigue la commune dans sa partie centrale
L'ancien canal de la Haute Seine est un canal, chenal non navigable de 38 km reliant Barberey-Saint-Sulpice à Marcilly-sur-Seine où il se jette dans l'Aube.
Le canal de Sauvage est un cours d'eau naturel non navigable de 11 km qui relie Clesles à Saint-Just-Sauvage où il se jette dans la Seine.

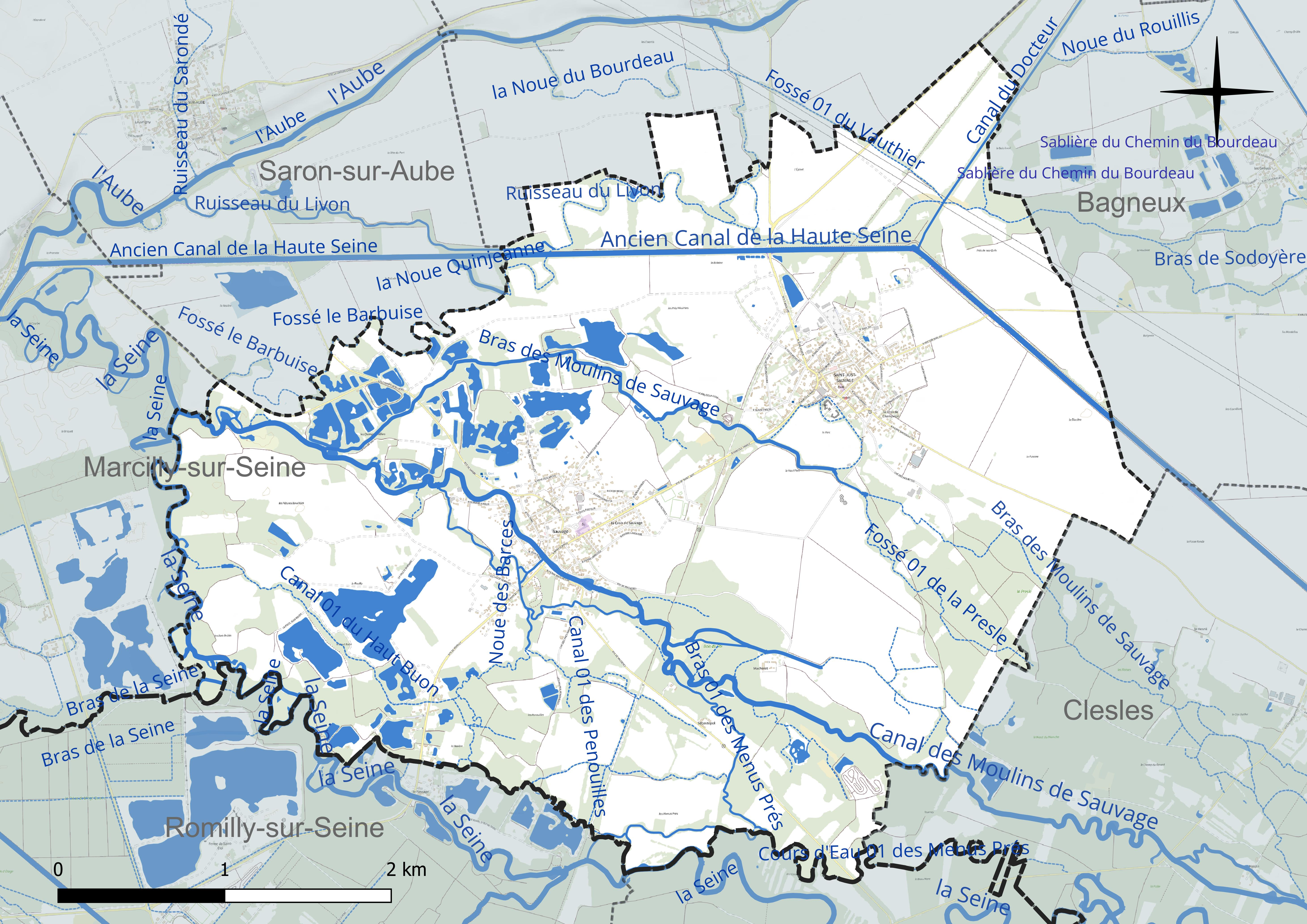
Réseau hydrographique de Saint-Just-Sauvage.

Un plan d'eau complète le réseau hydrographique : les Champs Devilliers (1,3 ha),.

### Climat
Pour des articles plus généraux, voir Climat du Grand Est et Climat de la Marne.
En 2010, le climat de la commune est de type climat océanique dégradé des plaines du Centre et du Nord, selon une étude du Centre national de la recherche scientifique s'appuyant sur une série de données couvrant la période 1971-2000. En 2020, Météo-France publie une typologie des climats de la France métropolitaine dans laquelle la commune est exposée à un climat océanique altéré et est dans la région climatique  Nord-est du bassin Parisien, caractérisée par un ensoleillement médiocre, une pluviométrie moyenne régulièrement répartie au cours de l’année et un hiver froid (3 °C).
Pour la période 1971-2000, la température annuelle moyenne est de 10,6 °C, avec une amplitude thermique annuelle de 15,9 °C. Le cumul annuel moyen de précipitations est de 675 mm, avec 11 jours de précipitations en janvier et 7,4 jours en juillet. Pour la période 1991-2020, la température moyenne annuelle observée sur la station météorologique de Météo-France la plus proche, « Romilly », sur la commune de Romilly-sur-Seine à 6 km à vol d'oiseau, est de 11,2 °C et le cumul annuel moyen de précipitations est de 619,5 mm. 
La température maximale relevée sur cette station est de 42,3 °C, atteinte le 25 juillet 2019 ; la température minimale est de −25,2 °C, atteinte le 6 janvier 1971,,.
Les paramètres climatiques de la commune ont été estimés pour le milieu du siècle (2041-2070) selon différents scénarios d'émission de gaz à effet de serre à partir des nouvelles projections climatiques de référence DRIAS-2020. Ils sont consultables sur un site dédié publié par Météo-France en novembre 2022.

## Urbanisme

### Typologie
Au 1er janvier 2024, Saint-Just-Sauvage est catégorisée commune rurale à habitat dispersé, selon la nouvelle grille communale de densité à sept niveaux définie par l'Insee en 2022.
Elle est située hors unité urbaine. Par ailleurs la commune fait partie de l'aire d'attraction de Romilly-sur-Seine, dont elle est une commune de la couronne,. Cette aire, qui regroupe 26 communes, est catégorisée dans les aires de moins de 50 000 habitants,.

### Occupation des sols
L'occupation des sols de la commune, telle qu'elle ressort de la base de données européenne d’occupation biophysique des sols Corine Land Cover (CLC), est marquée par l'importance des territoires agricoles (61,5 % en 2018), en diminution par rapport à 1990 (65,7 %). La répartition détaillée en 2018 est la suivante : 
terres arables (50,7 %), forêts (24,6 %), zones agricoles hétérogènes (10,8 %), zones urbanisées (7,3 %), eaux continentales (6,5 %), milieux à végétation arbustive et/ou herbacée (0,1 %). L'évolution de l’occupation des sols de la commune et de ses infrastructures peut être observée sur les différentes représentations cartographiques du territoire : la carte de Cassini (XVIIIe siècle), la carte d'état-major (1820-1866) et les cartes ou photos aériennes de l'IGN pour la période actuelle (1950 à aujourd'hui).

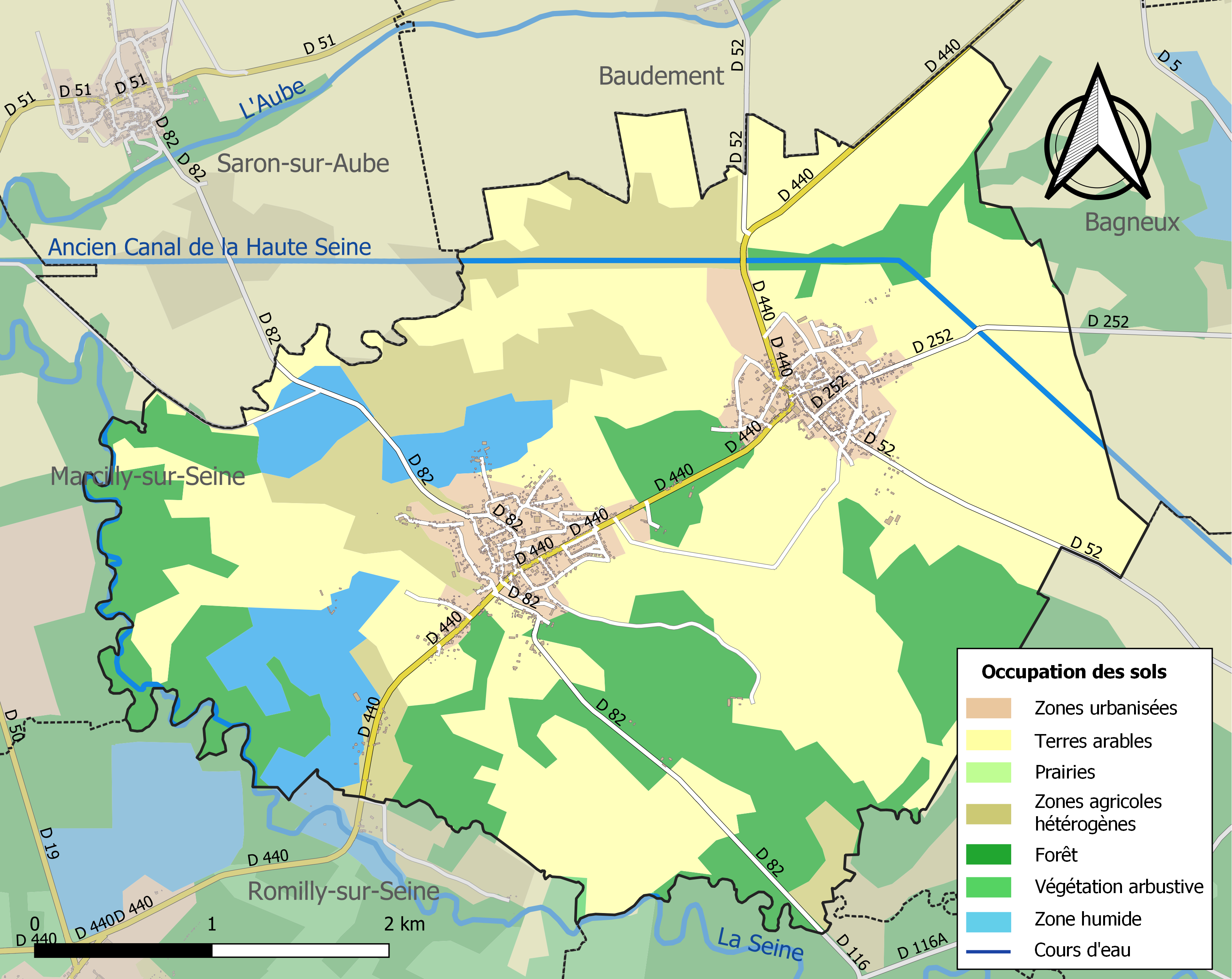
Carte des infrastructures et de l'occupation des sols de la commune en 2018 (CLC).

## Toponymie
Le nom de la localité est attesté sous les formes Sanctus Justus (1128) ; Saint-Just en l'Angle, Saint-Just en l'Aingle (1313) ; Sanctus Justus in Angula (1315) ; Saint-Just-en-l'Angle en Champaigne (1365) ; Justenval (1794).

Au cours de la Révolution française, la commune, alors nommée simplement Saint-Just, porta provisoirement le nom de Just-en-Val.

C'est en 1888 que le nom de Saint-Just-Sauvage fut adopté.
Saint-Just est un hagiotoponyme qui fait référence à Saint-Juste de Beauvais.
Sauvage est un ancien hameau de la commune attesté sous les formes Saulvaiges, en la paroisse de Sainct-Just (1464) ; Sauvages (1467) ; Sauvaige (1541).

De l'ancien français salvage, « lieu situé dans la forêt ». « Sauvegarde dans la forêt », du latin silvaticus (« de forêt ») devenue *salvaticus en bas latin → voir salve, sauve et selve (« forêt »). De salver (« sauver ») avec le suffixe -age.

## Histoire
Au XIIe siècle, l'abbaye de Macheret, de l'ordre de Grandmont, a été implantée près de la commune de Saint-Just.

## Politique et administration

### Liste des maires
| Période                                  | Période                       | Identité       | Étiquette | Qualité                                                                         |
| ---------------------------------------- | ----------------------------- | -------------- | --------- | ------------------------------------------------------------------------------- |
| Les données manquantes sont à compléter. |                               |                |           |                                                                                 |
| Mai 1953                                 | Mars 1989                     | Maurice Mestre | PCF       | Employé SNCF, Conseiller général d'Anglure (1970 → 1988)                        |
| Les données manquantes sont à compléter. |                               |                |           |                                                                                 |
| mars 2001                                | mai 2020                      | James Autreau  | DVG       |                                                                                 |
| mai 2020,                                | En cours (au 15 juillet 2020) | Bruno Martin   |           | Professeur d'EPS Vice-président de la CC de Sézanne-Sud Ouest Marnais (2020 → ) |

## Démographie
L'évolution du nombre d'habitants est connue à travers les recensements de la population effectués dans la commune depuis 1793. Pour les communes de moins de 10 000 habitants, une enquête de recensement portant sur toute la population est réalisée tous les cinq ans, les populations de référence des années intermédiaires étant quant à elles estimées par interpolation ou extrapolation. Pour la commune, le premier recensement exhaustif entrant dans le cadre du nouveau dispositif a été réalisé en 2008.

En 2022, la commune comptait 1 425 habitants, en évolution de −4,1 % par rapport à 2016 (Marne : −1,19 %, France hors Mayotte : +2,11 %).
| 1793 | 1800  | 1806  | 1821  | 1831  | 1836  | 1841  | 1846  | 1851  |
| ---- | ----- | ----- | ----- | ----- | ----- | ----- | ----- | ----- |
| 951  | 1 021 | 1 050 | 1 048 | 1 171 | 1 158 | 1 199 | 1 221 | 1 237 |

| 1856  | 1861  | 1866  | 1872  | 1876  | 1881  | 1886  | 1891  | 1896  |
| ----- | ----- | ----- | ----- | ----- | ----- | ----- | ----- | ----- |
| 1 230 | 1 263 | 1 328 | 1 340 | 1 364 | 1 338 | 1 411 | 1 387 | 1 334 |

| 1901  | 1906  | 1911  | 1921  | 1926  | 1931  | 1936  | 1946  | 1954  |
| ----- | ----- | ----- | ----- | ----- | ----- | ----- | ----- | ----- |
| 1 273 | 1 258 | 1 246 | 1 256 | 1 338 | 1 398 | 1 352 | 1 231 | 1 313 |

| 1962  | 1968  | 1975  | 1982  | 1990  | 1999  | 2006  | 2008  | 2013  |
| ----- | ----- | ----- | ----- | ----- | ----- | ----- | ----- | ----- |
| 1 348 | 1 442 | 1 440 | 1 448 | 1 393 | 1 398 | 1 478 | 1 501 | 1 511 |

| 2018  | 2022  | - | - | - | - | - | - | - |
| ----- | ----- | - | - | - | - | - | - | - |
| 1 437 | 1 425 | - | - | - | - | - | - | - |

## Héraldique
| Armes de Saint-Just-Sauvage | Les armes de Saint-Just-Sauvage se blasonnent ainsi : écartelé : au premier et au quatrième de gueules aux cinq étoiles de sept rais d'or ordonnées en sautoir, au deuxième et au troisième d'or aux cinq panelles (feuilles de peuplier) versées d'azur ordonnées en sautoir. Ces armes sont celles de Jean de Salazar, ancien seigneur d'origine espagnole de Saint-Just-Sauvage, mort en 1479. |

## Personnalités liées à la commune
- Jean Salazar, seigneur de Saint-Just dont la ville a repris les armoiries
- Tristan de Salazar, son fils archevêque de Sens
- Le maréchal d'Empire Guillaume Brune est inhumé, depuis le 13 janvier 1829, dans le cimetière de Saint-Just-Sauvage.